# Lední hokej na Zimních olympijských hrách 2022 – kvalifikace muži
Kvalifikace na olympijský turnaj v ledním hokeji mužů 2022 rozhodla o účastnících olympijského turnaje. Čína jako hostitel zvolený na kongresu Olympijského výboru v Kodani měla účast zajištěnou předem (o tom, že nemusí hrát kvalifikaci, se rozhodlo až na kongresu IIHF 24. května 2019 v Bratislavě), 8 týmů bylo nasazeno přímo do hlavní fáze olympijského turnaje. O zbylá 3 místa zajišťující účast na finálovém turnaji se utkalo celkem 36 zemí.

## Kvalifikované týmy
| Událost | Termín                            | Místo               | Počet míst | Kvalifikováni                                           |
| --- | --------------------------------- | ------------------- | ---------- | ------------------------------------------------------- |
| Hostitel | 17. května 2018, 24. května 2019  | Kodaň               | 1          | Čína                                                    |
| Žebříček IIHF 2019, zahrnující výsledky z následujících akcí: Mistrovství světa v ledním hokeji 2016 Mistrovství světa v ledním hokeji 2017 Lední hokej na Zimních olympijských hrách 2018 Mistrovství světa v ledním hokeji 2018 Mistrovství světa v ledním hokeji 2019 | 31. března 2016 – 26. května 2019 | Bratislava a Košice | 8          | Kanada Rusko Švédsko Finsko Česko USA Německo Švýcarsko |
| Turnaj hlavní kvalifikace – skupina D | 27.–30. srpna 2020                | Bratislava          | 1          | Slovensko                                               |
| Turnaj hlavní kvalifikace – skupina E | 27.–30. srpna 2020                | Riga                | 1          | Lotyšsko                                                |
| Turnaj hlavní kvalifikace – skupina F | 27.–30. srpna 2020                | Oslo                | 1          | Dánsko                                                  |
| CELKEM |                                   |                     | 12         |                                                         |

## Přímý postup na OH
Aby se země přímo kvalifikovala na olympijský turnaj bez nutnosti hrát kvalifikaci, musela se v žebříčku IIHF vydaném po MS 2019 umístit mezi nejlepšími 8 týmy. Poslední mistrovství mělo bodovou váhu 100%, zatímco každý předchozí rok měl hodnotu o 25% nižší.
Následující žebříček je aktuální ke dni skončení MS 2019.
|  | Hostitel OH 2022                       |
|  | Přímo kvalifikováni na OH 2022         |
|  | Účastníci čtvrtého kvalifikačního kola |
|  | Účastníci třetího kvalifikačního kola  |
|  | Účastníci druhého kvalifikačního kola  |
|  | Účastníci prvního kvalifikačního kola  |
|  | Neúčastní se kvalifikačního turnaje    |

| Pořadí | Země                    | MS2019 (100 %) | MS2018 (75 %) | OH2018 (75 %) | MS2017 (50 %) | MS2016 (25 %) | Celkem | Změna oproti roku 2018 |
| ------ | ----------------------- | -------------- | ------------- | ------------- | ------------- | ------------- | ------ | ---------------------- |
| 1      | Kanada                  | 1160           | 1100          | 1120          | 1160          | 1200          | 3705   | ▬                      |
| 2      | Rusko                   | 1120           | 1040          | 1200          | 1120          | 1120          | 3640   | ▲ +1                   |
| 3      | Finsko                  | 1200           | 1060          | 1040          | 1100          | 1160          | 3615   | ▲ +2                   |
| 4      | Švédsko                 | 1060           | 1200          | 1060          | 1200          | 1040          | 3615   | ▼ −2                   |
| 5      | Česko                   | 1100           | 1020          | 1100          | 1020          | 1060          | 3465   | ▲ +1                   |
| 6      | USA                     | 1020           | 1120          | 1020          | 1060          | 1100          | 3430   | ▼ −2                   |
| 7      | Německo                 | 1040           | 920           | 1160          | 1000          | 1020          | 3355   | ▲ +1                   |
| 8      | Švýcarsko               | 1000           | 1160          | 940           | 1040          | 920           | 3325   | ▼ −1                   |
| 9      | Slovensko               | 960            | 960           | 920           | 860           | 960           | 3040   | ▲ +1                   |
| 10     | Lotyšsko                | 940            | 1000          | 860           | 940           | 880           | 3025   | ▲ +1                   |
| 11     | Norsko                  | 900            | 880           | 1000          | 920           | 940           | 3005   | ▼ −2                   |
| 12     | Dánsko                  | 920            | 940           | 800           | 900           | 1000          | 2925   | ▬                      |
| 13     | Francie                 | 840            | 900           | 840           | 960           | 860           | 2840   | ▬                      |
| 14     | Bělorusko               | 780            | 840           | 880           | 880           | 900           | 2735   | ▬                      |
| 15     | Rakousko                | 820            | 860           | 780           | 800           | 740           | 2635   | ▲ +2                   |
| 16     | Itálie                  | 860            | 780           | 760           | 820           | 780           | 2620   | ▲ +3                   |
| 17     | Jižní Korea             | 760            | 820           | 900           | 780           | 720           | 2620   | ▼ −1                   |
| 18     | Slovinsko               | 740            | 720           | 960           | 840           | 800           | 2620   | ▼ −3                   |
| 19     | Kazachstán              | 800            | 760           | 820           | 760           | 820           | 2570   | ▼ −1                   |
| 20     | Velká Británie          | 880            | 800           | 660           | 680           | 660           | 2480   | ▲ +2                   |
| 21     | Maďarsko                | 720            | 740           | 700           | 720           | 840           | 2370   | ▼ −1                   |
| 22     | Polsko                  | 660            | 700           | 740           | 740           | 760           | 2300   | ▼ −1                   |
| 23     | Japonsko                | 640            | 660           | 720           | 660           | 700           | 2180   | ▬                      |
| 24     | Litva                   | 700            | 680           | 560           | 640           | 640           | 2110   | ▲ +1                   |
| 25     | Ukrajina                | 600            | 620           | 680           | 700           | 680           | 2095   | ▼ −1                   |
| 26     | Estonsko                | 620            | 640           | 600           | 620           | 600           | 2010   | ▬                      |
| 27     | Rumunsko                | 680            | 600           | 580           | 560           | 580           | 1990   | ▲ +2                   |
| 28     | Nizozemsko              | 580            | 560           | 640           | 580           | 560           | 1910   | ▬                      |
| 29     | Chorvatsko              | 540            | 580           | 620           | 600           | 620           | 1895   | ▼ −2                   |
| 30     | Srbsko                  | 560            | 520           | 540           | 520           | 500           | 1740   | ▬                      |
| 31     | Španělsko               | 500            | 440           | 520           | 460           | 540           | 1585   | ▬                      |
| 32     | Čína                    | 480            | 500           | 440           | 440           | 460           | 1520   | ▲ +1                   |
| 33     | Island                  | 420            | 460           | 480           | 480           | 480           | 1485   | ▼ −1                   |
| 34     | Izrael                  | 440            | 400           | 460           | 400           | 400           | 1385   | ▬                      |
| 35     | Austrálie               | 520            | 540           | 0             | 540           | 440           | 1305   | ▲ +1                   |
| 36     | Mexiko                  | 360            | 360           | 500           | 360           | 420           | 1290   | ▼ −1                   |
| 37     | Belgie                  | 460            | 480           | 0             | 500           | 520           | 1200   | ▬                      |
| 38     | Bulharsko               | 320            | 300           | 420           | 300           | 340           | 1095   | ▬                      |
| 39     | Gruzie                  | 380            | 320           | 400           | 280           | 0             | 1060   | ▲ +1                   |
| 40     | Nový Zéland             | 400            | 420           | 0             | 420           | 380           | 1020   | ▼ −1                   |
| 41     | Severní Korea           | 340            | 380           | 0             | 380           | 360           | 905    | ▬                      |
| 42     | Turecko                 | 300            | 280           | 0             | 340           | 320           | 760    | ▲ +1                   |
| 43     | Lucembursko             | 260            | 340           | 0             | 320           | 280           | 745    | ▼ −1                   |
| 44     | JAR                     | 220            | 240           | 0             | 240           | 300           | 595    | ▬                      |
| 45     | Tchaj-wan               | 240            | 260           | 0             | 220           | 0             | 545    | ▲ +1                   |
| 46     | Hongkong                | 180            | 220           | 0             | 260           | 240           | 535    | ▼ −1                   |
| 47     | Turkmenistán            | 280            | 200           | 0             | 0             | 0             | 430    | ▲ +2                   |
| 48     | Spojené arabské emiráty | 200            | 160           | 0             | 200           | 0             | 420    | ▼ −1                   |
| 49     | Bosna a Hercegovina     | 140            | 180           | 0             | 0             | 260           | 340    | ▼ −1                   |
| 50     | Kuvajt                  | 120            | 140           | 0             | 0             | 0             | 225    | ▬                      |
| 51     | Thajsko                 | 160            | 0             | 0             | 0             | 0             | 160    | nový                   |
| 52     | Kyrgyzstán              | 100            | 0             | 0             | 0             | 0             | 100    | nový                   |

## První kvalifikační kolo
První kvalifikační kolo se hrálo od 7. až do 10. listopadu 2019 ve dvou skupinách po čtyřech týmech systémem každý s každým. Turnaje se odehráli v Kockelscheueru v Lucembursku a v San-ja v Číně. Vítězové turnajů postoupili do druhého kvalifikačního kola, podle jejich postavení v žebříčku IIHF.

### Skupina N
Tato skupina se odehrála od 8. do 10. listopadu 2019 v Kockelscheueru v Lucembursku, zúčastnily se jí čtyři týmy:  Lucembursko,  Spojené arabské emiráty,  Bosna a Hercegovina a  Kyrgyzstán. 
| Tým                     | Z | V | VP | PP | P | GV | GI | +/- | B |
| ----------------------- | - | - | -- | -- | - | -- | -- | --- | - |
| Kyrgyzstán              | 3 | 3 | 0  | 0  | 0 | 29 | 10 | +19 | 9 |
| Spojené arabské emiráty | 3 | 2 | 0  | 0  | 1 | 15 | 16 | −1  | 6 |
| Lucembursko (H)         | 3 | 1 | 0  | 0  | 2 | 17 | 11 | +6  | 3 |
| Bosna a Hercegovina     | 3 | 0 | 0  | 0  | 3 | 7  | 31 | −24 | 0 |

Vítěz skupiny Kyrgyzstán postoupil do skupiny K, která se hrála v Brašově v Rumunsku.

Všechny časy jsou místní (UTC+1).
| 8. listopadu 2019 15:45 | Spojené arabské emiráty | 4:9 (2:1, 2:3, 0:5) | Kyrgyzstán | Kockelscheuer Ice Rink, Kockelscheuer Návštěvnost: 200 |  |

| Report                              |                                     |          |                  |                                                               |
| Khaled Al-Suwaidi, Ahmed Al-Dhaheri | Khaled Al-Suwaidi, Ahmed Al-Dhaheri | Brankáři | Aleksandr Petrov | Rozhodčí: Li Ho Ching Čároví: Espen Olsvik Chris Van Grinsven |
| 34 min                              | 34 min                              | Tresty   | 12 min           | Rozhodčí: Li Ho Ching Čároví: Espen Olsvik Chris Van Grinsven |
| 25                                  | 25                                  | Střely   | 45               | Rozhodčí: Li Ho Ching Čároví: Espen Olsvik Chris Van Grinsven |

| 8. listopadu 2019 19:15 | Bosna a Hercegovina | 1:10 (0:4, 0:5, 1:1) | Lucembursko | Kockelscheuer Ice Rink, Kockelscheuer Návštěvnost: 676 |  |

| Report        |               |          |               |                                                                      |
| Edis Pribišić | Edis Pribišić | Brankáři | Marcus Anselm | Rozhodčí: Vytautas Lukoševičius Čároví: Sidor Krytski Tobias Schwenk |
| 12 min        | 12 min        | Tresty   | 6 min         | Rozhodčí: Vytautas Lukoševičius Čároví: Sidor Krytski Tobias Schwenk |
| 14            | 14            | Střely   | 50            | Rozhodčí: Vytautas Lukoševičius Čároví: Sidor Krytski Tobias Schwenk |

| 9. listopadu 2019 15:45 | Spojené arabské emiráty | 6:3 (3:1, 2:1, 1:1) | Bosna a Hercegovina | Kockelscheuer Ice Rink, Kockelscheuer Návštěvnost: 179 |  |

| Report           |                  |          |                             |                                                                     |
| Ahmed Al-Dhaheri | Ahmed Al-Dhaheri | Brankáři | Dino Pašović, Edis Pribišić | Rozhodčí: Vytautas Lukoševičius Čároví: Espen Olsvik Tobias Schwenk |
| 22 min           | 22 min           | Tresty   | 18 min                      | Rozhodčí: Vytautas Lukoševičius Čároví: Espen Olsvik Tobias Schwenk |
| 42               | 42               | Střely   | 14                          | Rozhodčí: Vytautas Lukoševičius Čároví: Espen Olsvik Tobias Schwenk |

| 9. listopadu 2019 19:15 | Lucembursko | 3:5 (1:0, 0:4, 2:1) | Kyrgyzstán | Kockelscheuer Ice Rink, Kockelscheuer Návštěvnost: 734 |  |

| Report                         |                                |          |                  |                                                               |
| Philippe Lepage, Marcus Anselm | Philippe Lepage, Marcus Anselm | Brankáři | Aleksandr Petrov | Rozhodčí: Cemal Kaya Čároví: Sidor Krytski Chris Van Grinsven |
| 6 min                          | 6 min                          | Tresty   | 14 min           | Rozhodčí: Cemal Kaya Čároví: Sidor Krytski Chris Van Grinsven |
| 21                             | 21                             | Střely   | 35               | Rozhodčí: Cemal Kaya Čároví: Sidor Krytski Chris Van Grinsven |

| 10. listopadu 2019 15:45 | Kyrgyzstán | 15:3 (5:2, 2:0, 8:1) | Bosna a Hercegovina | Kockelscheuer Ice Rink, Kockelscheuer Návštěvnost: 232 |  |

| Report          |                 |          |                            |                                                          |
| Kadyr Alymbekov | Kadyr Alymbekov | Brankáři | Dino Pašović, Ismar Hadžić | Rozhodčí: Li Ho Ching Čároví: Sidor Krytski Espen Olsvik |
| 6 min           | 6 min           | Tresty   | 14 min                     | Rozhodčí: Li Ho Ching Čároví: Sidor Krytski Espen Olsvik |
| 49              | 49              | Střely   | 12                         | Rozhodčí: Li Ho Ching Čároví: Sidor Krytski Espen Olsvik |

| 10. listopadu 2019 19:15 | Lucembursko | 4:5 (2:1, 2:3, 0:5) | Spojené arabské emiráty | Kockelscheuer Ice Rink, Kockelscheuer Návštěvnost: 403 |  |

| Report                         |                                |          |                  |                                                                |
| Philippe Lepage, Marcus Anselm | Philippe Lepage, Marcus Anselm | Brankáři | Ahmed Al-Dhaheri | Rozhodčí: Cemal Kaya Čároví: Tobias Schwenk Chris Van Grinsven |
| 12 min                         | 12 min                         | Tresty   | 22 min           | Rozhodčí: Cemal Kaya Čároví: Tobias Schwenk Chris Van Grinsven |
| 24                             | 24                             | Střely   | 32               | Rozhodčí: Cemal Kaya Čároví: Tobias Schwenk Chris Van Grinsven |

### Skupina O
Tato skupina se odehrála od 7. do 10. listopadu 2019 v San-ja v Číně, zúčastnily se jí čtyři týmy:   Tchaj-wan,  Hongkong,  Kuvajt a  Thajsko. 
| Tým       | Z | V | VP | PP | P | GV | GI | +/- | B |
| --------- | - | - | -- | -- | - | -- | -- | --- | - |
| Tchaj-wan | 3 | 3 | 0  | 0  | 0 | 20 | 8  | +12 | 9 |
| Thajsko   | 3 | 2 | 0  | 0  | 1 | 21 | 8  | +13 | 6 |
| Hongkong  | 3 | 1 | 0  | 0  | 2 | 19 | 14 | +5  | 3 |
| Kuvajt    | 3 | 0 | 0  | 0  | 3 | 1  | 31 | −30 | 0 |

Vítěz skupiny Tchaj-wan postoupil do skupiny L, která se hrála ve španělské Barceloně.
Všechny časy jsou místní (UTC+8).
| 7. listopadu 2019 13:00 | Tchaj-wan | 5:3 (1:1, 0:0, 4:2) | Thajsko | TUS Ice and Snow Park, Sanya Návštěvnost: 301 |  |

| Report        |               |          |                             |                                                                |
| Liao Yu-cheng | Liao Yu-cheng | Brankáři | Pattarapol Ungkulpattanasuk | Rozhodčí: François Gautier Čároví: Attila Nagy Yeung Ting Kwan |
| 10 min        | 10 min        | Tresty   | 10 min                      | Rozhodčí: François Gautier Čároví: Attila Nagy Yeung Ting Kwan |
| 29            | 29            | Střely   | 46                          | Rozhodčí: François Gautier Čároví: Attila Nagy Yeung Ting Kwan |

| 7. listopadu 2019 17:00 | Kuvajt | 0:12 (0:4, 0:3, 0:5) | Hongkong | TUS Ice and Snow Park, Sanya Návštěvnost: 250 |  |

| Report                          |                                 |          |                 |                                                               |
| Jasem Al-Sarraf, Ahmad Al-Saegh | Jasem Al-Sarraf, Ahmad Al-Saegh | Brankáři | Cheung Ching Ho | Rozhodčí: Mohamed Yusoff Čároví: Omar Al-Yassi Tam Weng Leong |
| 28 min                          | 28 min                          | Tresty   | 8 min           | Rozhodčí: Mohamed Yusoff Čároví: Omar Al-Yassi Tam Weng Leong |
| 13                              | 13                              | Střely   | 54              | Rozhodčí: Mohamed Yusoff Čároví: Omar Al-Yassi Tam Weng Leong |

| 8. listopadu 2019 13:00 | Tchaj-wan | 8:0 (0:0, 5:0, 3:0) | Kuvajt | TUS Ice and Snow Park, Sanya Návštěvnost: 230 |  |

| Report                     |                            |          |                 |                                                               |
| He Wei-chih, Liao Yu-cheng | He Wei-chih, Liao Yu-cheng | Brankáři | Jasem Al-Sarraf | Rozhodčí: Lee Joo-hyun Čároví: Tam Weng Leong Yeung Ting Kwan |
| 29 min                     | 29 min                     | Tresty   | 22 min          | Rozhodčí: Lee Joo-hyun Čároví: Tam Weng Leong Yeung Ting Kwan |
| 60                         | 60                         | Střely   | 13              | Rozhodčí: Lee Joo-hyun Čároví: Tam Weng Leong Yeung Ting Kwan |

| 8. listopadu 2019 17:00 | Hongkong | 2:7 (0:3, 1:1, 1:3) | Thajsko | TUS Ice and Snow Park, Sanya Návštěvnost: 255 |  |

| Report           |                  |          |                             |                                                              |
| Ho King Chi King | Ho King Chi King | Brankáři | Pattarapol Ungkulpattanasuk | Rozhodčí: François Gautier Čároví: Omar Al-Yassi Attila Nagy |
| 8 min            | 8 min            | Tresty   | 10 min                      | Rozhodčí: François Gautier Čároví: Omar Al-Yassi Attila Nagy |
| 30               | 30               | Střely   | 55                          | Rozhodčí: François Gautier Čároví: Omar Al-Yassi Attila Nagy |

| 10. listopadu 2019 13:00 | Thajsko | 11:1 (2:0, 4:0, 5:1) | Kuvajt | TUS Ice and Snow Park, Sanya Návštěvnost: 318 |  |

| Report                                |                                       |          |                                 |                                                                 |
| Prawes Kaewjeen, Supanat Rungruangwat | Prawes Kaewjeen, Supanat Rungruangwat | Brankáři | Jasem Al-Sarraf, Ahmad Al-Saegh | Rozhodčí: Mohamad Yusoff Čároví: Tam Weng Leong Yeung Ting Kwan |
| 4 min                                 | 4 min                                 | Tresty   | 24 min                          | Rozhodčí: Mohamad Yusoff Čároví: Tam Weng Leong Yeung Ting Kwan |
| 64                                    | 64                                    | Střely   | 9                               | Rozhodčí: Mohamad Yusoff Čároví: Tam Weng Leong Yeung Ting Kwan |

| 10. listopadu 2019 17:00 | Hongkong | 5:7 (1:2, 2:2, 2:3) | Tchaj-wan | TUS Ice and Snow Park, Sanya Návštěvnost: 333 |  |

| Report          |                 |          |                            |                                                          |
| Cheung Ching Ho | Cheung Ching Ho | Brankáři | Liao Yu-cheng, He Wei-chih | Rozhodčí: Lee Joo-hyun Čároví: Omar Al-Yassi Attila Nagy |
| 14 min          | 14 min          | Tresty   | 12 min                     | Rozhodčí: Lee Joo-hyun Čároví: Omar Al-Yassi Attila Nagy |
| 22              | 22              | Střely   | 50                         | Rozhodčí: Lee Joo-hyun Čároví: Omar Al-Yassi Attila Nagy |

## Druhé kvalifikační kolo
Druhé kvalifikační kolo se hrálo mezi 12. prosincem 2019 a 8. lednem 2020 ve 3 skupinách po 4 týmech systémem každý s každým. Turnaje se odehrají v rumunském Brasově, španělské Barceloně a chorvatském Sisaku.
Vítězové postoupí do třetího kvalifikačního kola a budou nasazeni jako kvalifikanti na 7., 8. a 9. místě dle umístění v žebříčku IIHF.

### Skupina K
Této skupiny se zúčastnily tyto týmy:  Rumunsko (pořadatel),  Island,  Izrael a hůře postavený vítězný tým první kvalifikace –  Kyrgyzstán. Skupina se odehrála mezi 12. a 15. prosincem 2019.
| Tým          | Z | V | VP | PP | P | GV | GI | +/- | B |
| ------------ | - | - | -- | -- | - | -- | -- | --- | - |
| Rumunsko (H) | 3 | 3 | 0  | 0  | 0 | 43 | 3  | +40 | 9 |
| Island       | 3 | 2 | 0  | 0  | 1 | 15 | 14 | +1  | 6 |
| Izrael       | 3 | 0 | 1  | 0  | 2 | 5  | 24 | −19 | 2 |
| Kyrgyzstán   | 3 | 0 | 0  | 1  | 2 | 10 | 32 | −22 | 1 |

Všechny časy jsou místní (UTC+2).
| 12. prosince 2019 15:00 | Island | 9:4 (2:0, 2:2, 5:2) | Kyrgyzstán | Brașov Olympic Ice Rink, Brașov Návštěvnost: 100 |  |

| Report          |                 |          |                                   |                                                          |
| Dennis Hedström | Dennis Hedström | Brankáři | Alexander Petrov, Kadyr Alymbekov | Rozhodčí: Tomasz Radzik Čároví: Attila André Sem Ramírez |
| 18 min          | 18 min          | Tresty   | 61 min                            | Rozhodčí: Tomasz Radzik Čároví: Attila André Sem Ramírez |
| 46              | 46              | Střely   | 26                                | Rozhodčí: Tomasz Radzik Čároví: Attila André Sem Ramírez |

| 12. prosince 2019 19:00 | Izrael | 0:15 (0:1, 0:4, 0:10) | Rumunsko | Brașov Olympic Ice Rink, Brașov Návštěvnost: 300 |  |

| Report                           |                                  |          |             |                                                                       |
| Yehonatan Reisinger, Omer Sharir | Yehonatan Reisinger, Omer Sharir | Brankáři | Zoltán Tőke | Rozhodčí: Ramon Sterkens Čároví: Alejandro García Nicholas Verbruggen |
| 24 min                           | 24 min                           | Tresty   | 6 min       | Rozhodčí: Ramon Sterkens Čároví: Alejandro García Nicholas Verbruggen |
| 6                                | 6                                | Střely   | 92          | Rozhodčí: Ramon Sterkens Čároví: Alejandro García Nicholas Verbruggen |

| 13. prosince 2019 15:00 | Island | 5:0 (1:0, 2:0, 2:0) | Izrael | Brașov Olympic Ice Rink, Brașov Návštěvnost: 50 |  |

| Report            |                   |          |                     |                                                                |
| Jóhann Ragnarsson | Jóhann Ragnarsson | Brankáři | Yehonatan Reisinger | Rozhodčí: Ramon Sterkens Čároví: Attila André Alejandro García |
| 6 min             | 6 min             | Tresty   | 14 min              | Rozhodčí: Ramon Sterkens Čároví: Attila André Alejandro García |
| 64                | 64                | Střely   | 9                   | Rozhodčí: Ramon Sterkens Čároví: Attila André Alejandro García |

| 13. prosince 2019 19:00 | Rumunsko | 18:2 (3:0, 7:1, 8:1) | Kyrgyzstán | Brașov Olympic Ice Rink, Brașov Návštěvnost: 601 |  |

| Report      |             |          |                                   |                                                               |
| Patrik Polc | Patrik Polc | Brankáři | Alexander Petrov, Kadyr Alymbekov | Rozhodčí: Jørn McCall Čároví: Sem Ramírez Nicholas Verbruggen |
| 6 min       | 6 min       | Tresty   | 10 min                            | Rozhodčí: Jørn McCall Čároví: Sem Ramírez Nicholas Verbruggen |
| 69          | 69          | Střely   | 32                                | Rozhodčí: Jørn McCall Čároví: Sem Ramírez Nicholas Verbruggen |

| 15. prosince 2019 15:00 | Kyrgyzstán | 4:5 po prodl. (3:1, 1:1, 0:2 - 0:1) | Izrael | Brașov Olympic Ice Rink, Brașov Návštěvnost: 50 |  |

| Report           |                  |          |                     |                                                                |
| Alexander Petrov | Alexander Petrov | Brankáři | Yehonatan Reisinger | Rozhodčí: Jørn McCall Čároví: Attila André Nicholas Verbruggen |
| 8 min            | 8 min            | Tresty   | 10 min              | Rozhodčí: Jørn McCall Čároví: Attila André Nicholas Verbruggen |
| 44               | 44               | Střely   | 32                  | Rozhodčí: Jørn McCall Čároví: Attila André Nicholas Verbruggen |

| 15. prosince 2019 19:00 | Rumunsko | 10:1 (4:0, 4:0, 2:1) | Island | Brașov Olympic Ice Rink, Brașov Návštěvnost: 1 200 |  |

| Report      |             |          |                 |                                                              |
| Patrik Polc | Patrik Polc | Brankáři | Dennis Hedström | Rozhodčí: Tomasz Radzik Čároví: Alejandro García Sem Ramírez |
| 6 min       | 6 min       | Tresty   | 18 min          | Rozhodčí: Tomasz Radzik Čároví: Alejandro García Sem Ramírez |
| 54          | 54          | Střely   | 22              | Rozhodčí: Tomasz Radzik Čároví: Alejandro García Sem Ramírez |

### Skupina L
Této skupiny se zúčastnily tyto týmy:  Nizozemsko,  Španělsko (pořadatel),  Mexiko a lépe postavený vítězný tým první kvalifikace –  Tchaj-wan.
Skupina se měla odehrát mezi 13. a 15. prosincem 2019. Kvůli nezpůsobilému ledu byl dne 15. prosince 2019 zápas mezi Španělskem a Nizozemskem po první třetině přerušen. Později bylo rozhodnuto o tom, že se zápas uskuteční 8. ledna 2020.
| Tým           | Z | V | VP | PP | P | GV | GI | +/- | B |
| ------------- | - | - | -- | -- | - | -- | -- | --- | - |
| Nizozemsko    | 3 | 3 | 0  | 0  | 0 | 36 | 5  | +31 | 9 |
| Španělsko (H) | 3 | 2 | 0  | 0  | 1 | 29 | 6  | +23 | 6 |
| Tchaj-wan     | 3 | 1 | 0  | 0  | 2 | 8  | 26 | −18 | 3 |
| Mexiko        | 3 | 0 | 0  | 0  | 3 | 3  | 39 | −36 | 0 |

Všechny časy jsou místní (UTC+1).
| 13. prosince 2019 16:00 | Mexiko | 1:17 (1:6, 0:5, 0:6) | Nizozemsko | Palau de Gel, Barcelona Návštěvnost: 103 |  |

| Report                       |                              |          |               |                                                          |
| Gerardo García, Paulo Rivera | Gerardo García, Paulo Rivera | Brankáři | Ian Meierdres | Rozhodčí: Tilen Pahor Čároví: Csaba Bándi Carlos Trobajo |
| 18 min                       | 18 min                       | Tresty   | 18 min        | Rozhodčí: Tilen Pahor Čároví: Csaba Bándi Carlos Trobajo |
| 7                            | 7                            | Střely   | 88            | Rozhodčí: Tilen Pahor Čároví: Csaba Bándi Carlos Trobajo |

| 13. prosince 2019 20:00 | Španělsko | 11:0 (3:0, 4:0, 4:0) | Tchaj-wan | Palau de Gel, Barcelona Návštěvnost: 348 |  |

| Report                    |                           |          |                            |                                                          |
| Ander Alcaine, Raul Barbo | Ander Alcaine, Raul Barbo | Brankáři | Liao Yu-cheng, He Wei-chih | Rozhodčí: Gergely Kincses Čároví: Knut Bråten Gil Tichon |
| 2 min                     | 2 min                     | Tresty   | 2 min                      | Rozhodčí: Gergely Kincses Čároví: Knut Bråten Gil Tichon |
| 65                        | 65                        | Střely   | 8                          | Rozhodčí: Gergely Kincses Čároví: Knut Bråten Gil Tichon |

| 14. prosince 2019 16:00 | Nizozemsko | 14:1 (4:1, 7:0, 3:0) | Tchaj-wan | Palau de Gel, Barcelona Návštěvnost: 433 |  |

| Report             |                    |          |                            |                                                          |
| Martijn Oosterwijk | Martijn Oosterwijk | Brankáři | He Wei-chih, Liao Yu-cheng | Rozhodčí: Tilen Pahor Čároví: Knut Bråten Carlos Trobajo |
| 8 min              | 8 min              | Tresty   | 2 min                      | Rozhodčí: Tilen Pahor Čároví: Knut Bråten Carlos Trobajo |
| 60                 | 60                 | Střely   | 11                         | Rozhodčí: Tilen Pahor Čároví: Knut Bråten Carlos Trobajo |

| 14. prosince 2019 20:00 | Španělsko | 15:1 (4:1, 4:0, 7:0) | Mexiko | Palau de Gel, Barcelona Návštěvnost: 612 |  |

| Report                     |                            |          |                              |                                                     |
| Raul Barbo, Ignacio García | Raul Barbo, Ignacio García | Brankáři | Gerardo García, Paulo Rivera | Rozhodčí: Stian Halm Čároví: Csaba Bándi Gil Tichon |
| 37 min                     | 37 min                     | Tresty   | 22 min                       | Rozhodčí: Stian Halm Čároví: Csaba Bándi Gil Tichon |
| 85                         | 85                         | Střely   | 12                           | Rozhodčí: Stian Halm Čároví: Csaba Bándi Gil Tichon |

| 15. prosince 2019 16:00 | Tchaj-wan | 7:1 (3:0, 3:0, 1:1) | Mexiko | Palau de Gel, Barcelona Návštěvnost: 210 |  |

| Report        |               |          |                |                                                        |
| Liao Yu-cheng | Liao Yu-cheng | Brankáři | Gerardo García | Rozhodčí: Stian Halm Čároví: Gil Tichon Carlos Trobajo |
| 6 min         | 6 min         | Tresty   | 16 min         | Rozhodčí: Stian Halm Čároví: Gil Tichon Carlos Trobajo |
| 34            | 34            | Střely   | 23             | Rozhodčí: Stian Halm Čároví: Gil Tichon Carlos Trobajo |

| 8. ledna 2020 12:00 | Nizozemsko | 5:3 (1:1, 2:2, 2:0) | Španělsko | Palau de Gel, Barcelona Návštěvnost: 274 |  |

| Report             |                    |          |               |                                                           |
| Frederik Meierdres | Frederik Meierdres | Brankáři | Ander Alcaine | Rozhodčí: Gergely Kincses Čároví: Csaba Bándi Knut Bråten |
| 6 min              | 6 min              | Tresty   | 2 min         | Rozhodčí: Gergely Kincses Čároví: Csaba Bándi Knut Bråten |
| 37                 | 37                 | Střely   | 17            | Rozhodčí: Gergely Kincses Čároví: Csaba Bándi Knut Bråten |

### Skupina M
Této skupiny se zúčastnily tyto týmy:  Chorvatsko (pořadatel),  Srbsko,  Bulharsko a  Turecko. Skupina se odehrála mezi 13. a 15. prosincem 2019.
| Tým            | Z | V | VP | PP | P | GV | GI | +/- | B |
| -------------- | - | - | -- | -- | - | -- | -- | --- | - |
| Chorvatsko (H) | 3 | 3 | 0  | 0  | 0 | 24 | 4  | +20 | 9 |
| Srbsko         | 3 | 2 | 0  | 0  | 1 | 16 | 5  | +11 | 6 |
| Turecko        | 3 | 1 | 0  | 0  | 2 | 9  | 19 | −10 | 3 |
| Bulharsko      | 3 | 0 | 0  | 0  | 3 | 2  | 23 | −21 | 0 |

Všechny časy jsou místní (UTC+1).
| 13. prosince 2019 15:00 | Srbsko | 8:3 (6:0, 1:3, 1:0) | Turecko | Zibel Arena, Sisak Návštěvnost: 106 |  |

| Report    |           |          |              |                                                            |
| Jug Mitić | Jug Mitić | Brankáři | Tolga Bozacı | Rozhodčí: Miha Bajt Čároví: Martin Boyadjiev Marko Saković |
| 10 min    | 10 min    | Tresty   | 12 min       | Rozhodčí: Miha Bajt Čároví: Martin Boyadjiev Marko Saković |
| 36        | 36        | Střely   | 14           | Rozhodčí: Miha Bajt Čároví: Martin Boyadjiev Marko Saković |

| 13. prosince 2019 19:00 | Bulharsko | 1:12 (0:3, 0:2, 1:7) | Chorvatsko | Zibel Arena, Sisak Návštěvnost: 289 |  |

| Report                         |                                |          |                |                                                                   |
| Dimitar Dimitrov, Ivan Stoynov | Dimitar Dimitrov, Ivan Stoynov | Brankáři | Vilim Rosandić | Rozhodčí: Krzysztof Kozłowski Čároví: Tibor Fazekas Daniel Sparer |
| 34 min                         | 34 min                         | Tresty   | 12 min         | Rozhodčí: Krzysztof Kozłowski Čároví: Tibor Fazekas Daniel Sparer |
| 14                             | 14                             | Střely   | 62             | Rozhodčí: Krzysztof Kozłowski Čároví: Tibor Fazekas Daniel Sparer |

| 14. prosince 2019 15:00 | Srbsko | 7:0 (1:0, 4:0, 2:0) | Bulharsko | Zibel Arena, Sisak Návštěvnost: 80 |  |

| Report            |                   |          |                                |                                                               |
| Arsenije Ranković | Arsenije Ranković | Brankáři | Dimitar Dimitrov, Ivan Stoynov | Rozhodčí: Vladimír Snášel Čároví: Marko Saković Daniel Sparer |
| 18 min            | 18 min            | Tresty   | 18 min                         | Rozhodčí: Vladimír Snášel Čároví: Marko Saković Daniel Sparer |
| 54                | 54                | Střely   | 7                              | Rozhodčí: Vladimír Snášel Čároví: Marko Saković Daniel Sparer |

| 14. prosince 2019 19:00 | Chorvatsko | 10:2 (2:1, 4:0, 4:1) | Turecko | Zibel Arena, Sisak Návštěvnost: 380 |  |

| Report               |                      |          |                            |                                                                      |
| Ivan Štimac-Rojtinić | Ivan Štimac-Rojtinić | Brankáři | Tolga Bozacı, Onurcan Kaya | Rozhodčí: Krzysztof Kozłowski Čároví: Martin Boyadjiev Tibor Fazekas |
| 18 min               | 18 min               | Tresty   | 22 min                     | Rozhodčí: Krzysztof Kozłowski Čároví: Martin Boyadjiev Tibor Fazekas |
| 38                   | 38                   | Střely   | 8                          | Rozhodčí: Krzysztof Kozłowski Čároví: Martin Boyadjiev Tibor Fazekas |

| 15. prosince 2019 15:00 | Turecko | 4:1 (1:0, 3:1, 0:0) | Bulharsko | Zibel Arena, Sisak Návštěvnost: 50 |  |

| Report       |              |          |                  |                                                         |
| Tolga Bozacı | Tolga Bozacı | Brankáři | Dimitar Dimitrov | Rozhodčí: Miha Bajt Čároví: Tibor Fazekas Marko Saković |
| 12 min       | 12 min       | Tresty   | 102 min          | Rozhodčí: Miha Bajt Čároví: Tibor Fazekas Marko Saković |
| 45           | 45           | Střely   | 19               | Rozhodčí: Miha Bajt Čároví: Tibor Fazekas Marko Saković |

| 15. prosince 2019 19:00 | Chorvatsko | 2:1 (1:0, 0:1, 1:0) | Srbsko | Zibel Arena, Sisak Návštěvnost: 989 |  |

| Report         |                |          |                   |                                                                  |
| Vilim Rosandić | Vilim Rosandić | Brankáři | Arsenije Ranković | Rozhodčí: Vladimír Snášel Čároví: Martin Boyadjiev Daniel Sparer |
| 26 min         | 26 min         | Tresty   | 28 min            | Rozhodčí: Vladimír Snášel Čároví: Martin Boyadjiev Daniel Sparer |
| 31             | 31             | Střely   | 29                | Rozhodčí: Vladimír Snášel Čároví: Martin Boyadjiev Daniel Sparer |

## Třetí kvalifikační kolo
Třetí kvalifikační kolo se odehrálo mezi 6. a 9. únorem 2020 ve 3 skupinách po 4 týmech systémem každý s každým. Turnaje se odehráli v slovinských Jesenicích, kazašském Nur-Sultanu a britském Nottinghamu.
Vítězové postoupili do čtvrtého kvalifikačního kola a byli nasazeni jako kvalifikanti na 4., 5. a 6. místě dle umístění v žebříčku IIHF.

### Skupina G
Této skupiny se zúčastní  Slovinsko (pořadatel),  Japonsko,  Litva a nejhůře postavený vítězný tým druhé kvalifikace –  Chorvatsko. Skupina se odehrála mezi 6. a 9. únorem 2020.
| Tým           | Z | V | VP | PP | P | GV | GI | +/- | B |
| ------------- | - | - | -- | -- | - | -- | -- | --- | - |
| Slovinsko (H) | 3 | 3 | 0  | 0  | 0 | 25 | 4  | +21 | 9 |
| Japonsko      | 3 | 2 | 0  | 0  | 1 | 15 | 6  | +9  | 6 |
| Litva         | 3 | 1 | 0  | 0  | 2 | 5  | 17 | −12 | 3 |
| Chorvatsko    | 3 | 0 | 0  | 0  | 3 | 1  | 19 | −18 | 0 |

Všechny časy jsou místní (UTC+1).
| 6. února 2020 15:30 | Japonsko | 9:0 (4:0, 2:0, 3:0) | Chorvatsko | Podmežakla Hall, Jesenice Návštěvnost: 100 |  |

| Report                         |                                |          |                      |                                                                                  |
| Yutaka Fukufuji, Yuta Narisawa | Yutaka Fukufuji, Yuta Narisawa | Brankáři | Ivan Štimac-Rojtinić | Rozhodčí: Andris Ansons Lasse Kopitz Čároví: Nicolas Constantineau Matjaž Hribar |
| 6 min                          | 6 min                          | Tresty   | 6 min                | Rozhodčí: Andris Ansons Lasse Kopitz Čároví: Nicolas Constantineau Matjaž Hribar |
| 56                             | 56                             | Střely   | 15                   | Rozhodčí: Andris Ansons Lasse Kopitz Čároví: Nicolas Constantineau Matjaž Hribar |

| 6. února 2020 19:00 | Litva | 2:12 (0:4, 1:3, 1:5) | Slovinsko | Podmežakla Hall, Jesenice Návštěvnost: 500 |  |

| Report                          |                                 |          |                |                                                                         |
| Laurynas Lubys, Artur Pavliukov | Laurynas Lubys, Artur Pavliukov | Brankáři | Gašper Krošelj | Rozhodčí: Joris Müller Trpimir Piragić Čároví: Håvar Dahl Mihail Stupak |
| 10 min                          | 10 min                          | Tresty   | 8 min          | Rozhodčí: Joris Müller Trpimir Piragić Čároví: Håvar Dahl Mihail Stupak |
| 9                               | 9                               | Střely   | 61             | Rozhodčí: Joris Müller Trpimir Piragić Čároví: Håvar Dahl Mihail Stupak |

| 7. února 2020 15:30 | Japonsko | 4:0 (4:0, 0:0, 0:0) | Litva | Podmežakla Hall, Jesenice Návštěvnost: 150 |  |

| Report        |               |          |                |                                                                                  |
| Yuta Narisawa | Yuta Narisawa | Brankáři | Laurynas Lubys | Rozhodčí: Geoffrey Barcelo Trpimir Piragić Čároví: Dominik Altmann Matjaž Hribar |
| 26 min        | 26 min        | Tresty   | 10 min         | Rozhodčí: Geoffrey Barcelo Trpimir Piragić Čároví: Dominik Altmann Matjaž Hribar |
| 27            | 27            | Střely   | 24             | Rozhodčí: Geoffrey Barcelo Trpimir Piragić Čároví: Dominik Altmann Matjaž Hribar |

| 7. února 2020 19:00 | Slovinsko | 7:0 (1:0, 4:0, 2:0) | Chorvatsko | Podmežakla Hall, Jesenice Návštěvnost: 900 |  |

| Report          |                 |          |              |                                                                                 |
| Matija Pintarič | Matija Pintarič | Brankáři | Vito Nikolić | Rozhodčí: Lasse Kopitz Joris Müller Čároví: Nicolas Constantineau Mihail Stupak |
| 6 min           | 6 min           | Tresty   | 12 min       | Rozhodčí: Lasse Kopitz Joris Müller Čároví: Nicolas Constantineau Mihail Stupak |
| 67              | 67              | Střely   | 4            | Rozhodčí: Lasse Kopitz Joris Müller Čároví: Nicolas Constantineau Mihail Stupak |

| 9. února 2020 15:30 | Chorvatsko | 1:3 (0:2, 0:0, 1:1) | Litva | Podmežakla Hall, Jesenice Návštěvnost: 150 |  |

| Report       |              |          |                |                                                                               |
| Vito Nikolić | Vito Nikolić | Brankáři | Laurynas Lubys | Rozhodčí: Geoffrey Barcelo Joris Müller Čároví: Dominik Altmann Mihail Stupak |
| 12 min       | 12 min       | Tresty   | 6 min          | Rozhodčí: Geoffrey Barcelo Joris Müller Čároví: Dominik Altmann Mihail Stupak |
| 22           | 22           | Střely   | 33             | Rozhodčí: Geoffrey Barcelo Joris Müller Čároví: Dominik Altmann Mihail Stupak |

| 9. února 2020 19:00 | Slovinsko | 6:2 (0:1, 1:0, 5:1) | Japonsko | Podmežakla Hall, Jesenice Návštěvnost: 1 700 |  |

| Report         |                |          |                 |                                                                               |
| Gašper Krošelj | Gašper Krošelj | Brankáři | Yutaka Fukufuji | Rozhodčí: Andris Ansons Lasse Kopitz Čároví: Nicolas Constantineau Håvar Dahl |
| 20 min         | 20 min         | Tresty   | 10 min          | Rozhodčí: Andris Ansons Lasse Kopitz Čároví: Nicolas Constantineau Håvar Dahl |
| 38             | 38             | Střely   | 13              | Rozhodčí: Andris Ansons Lasse Kopitz Čároví: Nicolas Constantineau Håvar Dahl |

### Skupina H
Této skupiny se zúčastní  Kazachstán (pořadatel),  Polsko,  Ukrajina a druhý nejlépe postavený vítězný tým druhé kvalifikace –  Nizozemsko. Skupina se odehrála mezi 6. a 9. únorem 2020.
| Tým            | Z | V | VP | PP | P | GV | GI | +/- | B |
| -------------- | - | - | -- | -- | - | -- | -- | --- | - |
| Polsko         | 3 | 3 | 0  | 0  | 0 | 17 | 3  | +14 | 9 |
| Kazachstán (H) | 3 | 2 | 0  | 0  | 1 | 17 | 5  | +12 | 6 |
| Ukrajina       | 3 | 1 | 0  | 0  | 2 | 5  | 14 | −9  | 3 |
| Nizozemsko     | 3 | 0 | 0  | 0  | 3 | 1  | 18 | −17 | 0 |

Všechny časy jsou místní (UTC+6).
| 6. února 2020 15:00 | Polsko | 8:0 (3:0, 4:0, 1:0) | Nizozemsko | Barys Arena, Nur-Sultan Návštěvnost: 228 |  |

| Report                     |                            |          |                                   |                                                                                 |
| John Murray, Michał Kieler | John Murray, Michał Kieler | Brankáři | Ian Meierdres, Martijn Oosterwijk | Rozhodčí: Pavel Halas Jr. Miroslav Iarets Čároví: Martin Boyajiev Andrew Dalton |
| 6 min                      | 6 min                      | Tresty   | 14 min                            | Rozhodčí: Pavel Halas Jr. Miroslav Iarets Čároví: Martin Boyajiev Andrew Dalton |
| 51                         | 51                         | Střely   | 6                                 | Rozhodčí: Pavel Halas Jr. Miroslav Iarets Čároví: Martin Boyajiev Andrew Dalton |

| 6. února 2020 19:30 | Ukrajina | 1:8 (1:5, 0:2, 0:1) | Kazachstán | Barys Arena, Nur-Sultan Návštěvnost: 3 584 |  |

| Report                           |                                  |          |                 |                                                                        |
| Kyrylo Kucher, Mykyta Hordiushin | Kyrylo Kucher, Mykyta Hordiushin | Brankáři | Henrik Karlsson | Rozhodčí: Miklós Haszonits Adam Kika Čároví: Paweł Kosidło Dániel Soós |
| 4 min                            | 4 min                            | Tresty   | 2 min           | Rozhodčí: Miklós Haszonits Adam Kika Čároví: Paweł Kosidło Dániel Soós |
| 13                               | 13                               | Střely   | 60              | Rozhodčí: Miklós Haszonits Adam Kika Čároví: Paweł Kosidło Dániel Soós |

| 7. února 2020 15:00 | Polsko | 6:1 (1:1, 2:0, 3:0) | Ukrajina | Barys Arena, Nur-Sultan Návštěvnost: 242 |  |

| Report      |             |          |                                  |                                                                             |
| John Murray | John Murray | Brankáři | Kyrylo Kucher, Mykyta Hordiushin | Rozhodčí: Adam Kika Gordon Schukies Čároví: Andrew Dalton Andreas Malmqvist |
| 14 min      | 14 min      | Tresty   | 12 min                           | Rozhodčí: Adam Kika Gordon Schukies Čároví: Andrew Dalton Andreas Malmqvist |
| 40          | 40          | Střely   | 18                               | Rozhodčí: Adam Kika Gordon Schukies Čároví: Andrew Dalton Andreas Malmqvist |

| 7. února 2020 19:30 | Kazachstán | 7:1 (3:0, 1:1, 3:0) | Nizozemsko | Barys Arena, Nur-Sultan Návštěvnost: 2 975 |  |

| Report             |                    |          |                    |                                                                                  |
| Sergei Kudryavtsev | Sergei Kudryavtsev | Brankáři | Martijn Oosterwijk | Rozhodčí: Pavel Halas Jr. Miklós Haszonits Čároví: Martin Boyajiev Paweł Kosidło |
| 4 min              | 4 min              | Tresty   | 6 min              | Rozhodčí: Pavel Halas Jr. Miklós Haszonits Čároví: Martin Boyajiev Paweł Kosidło |
| 57                 | 57                 | Střely   | 10                 | Rozhodčí: Pavel Halas Jr. Miklós Haszonits Čároví: Martin Boyajiev Paweł Kosidło |

| 9. února 2020 13:00 | Nizozemsko | 0:3 (0:1, 0:2, 0:0) | Ukrajina | Barys Arena, Nur-Sultan Návštěvnost: 372 |  |

| Report        |               |          |                    |                                                                             |
| Ian Meierdres | Ian Meierdres | Brankáři | Artur Ohandzhanyan | Rozhodčí: Pavel Halas Jr. Miroslav Iarets Čároví: Paweł Kosidło Dániel Soós |
| 10 min        | 10 min        | Tresty   | 14 min             | Rozhodčí: Pavel Halas Jr. Miroslav Iarets Čároví: Paweł Kosidło Dániel Soós |
| 19            | 19            | Střely   | 31                 | Rozhodčí: Pavel Halas Jr. Miroslav Iarets Čároví: Paweł Kosidło Dániel Soós |

| 9. února 2020 17:00 | Kazachstán | 2:3 (0:1, 2:1, 0:1) | Polsko | Barys Arena, Nur-Sultan Návštěvnost: 5 622 |  |

| Report          |                 |          |             |                                                                             |
| Henrik Karlsson | Henrik Karlsson | Brankáři | John Murray | Rozhodčí: Adam Kika Gordon Schukies Čároví: Andrew Dalton Andreas Malmqvist |
| 2 min           | 2 min           | Tresty   | 6 min       | Rozhodčí: Adam Kika Gordon Schukies Čároví: Andrew Dalton Andreas Malmqvist |
| 53              | 53              | Střely   | 17          | Rozhodčí: Adam Kika Gordon Schukies Čároví: Andrew Dalton Andreas Malmqvist |

### Skupina J
Této skupiny se zúčastní  Velká Británie (pořadatel),  Maďarsko,  Estonsko a nejlépe postavený vítězný tým druhé kvalifikace –  Rumunsko. Skupina se odehrála mezi 6. a 9. únorem 2020.
| Tým                | Z | V | VP | PP | P | GV | GI | +/- | B |
| ------------------ | - | - | -- | -- | - | -- | -- | --- | - |
| Maďarsko           | 3 | 2 | 1  | 0  | 0 | 11 | 4  | +7  | 8 |
| Velká Británie (H) | 3 | 2 | 0  | 0  | 1 | 12 | 8  | +4  | 6 |
| Rumunsko           | 3 | 1 | 0  | 1  | 1 | 12 | 10 | +2  | 4 |
| Estonsko           | 3 | 0 | 0  | 0  | 3 | 5  | 18 | −13 | 0 |

Všechny časy jsou místní (UTC±0).
| 6. února 2020 15:30 | Maďarsko | 4:1 (1:0, 2:1, 1:0) | Estonsko | Motorpoint Arena Nottingham, Nottingham Návštěvnost: 861 |  |

| Report       |              |          |                       |                                                                                   |
| Miklós Rajna | Miklós Rajna | Brankáři | Villem-Henrik Koitmaa | Rozhodčí: Alex DiPietro Ladislav Smetana Čároví: Daniel Beresford Vladimir Suslov |
| 2 min        | 2 min        | Tresty   | 8 min                 | Rozhodčí: Alex DiPietro Ladislav Smetana Čároví: Daniel Beresford Vladimir Suslov |
| 36           | 36           | Střely   | 20                    | Rozhodčí: Alex DiPietro Ladislav Smetana Čároví: Daniel Beresford Vladimir Suslov |

| 6. února 2020 19:30 | Velká Británie | 4:3 (2:1, 2:1, 0:1) | Rumunsko | Motorpoint Arena Nottingham, Nottingham Návštěvnost: 2 788 |  |

| Report    |           |          |             |                                                                                   |
| Ben Bowns | Ben Bowns | Brankáři | Patrik Polc | Rozhodčí: Jonathan Alarie Vladimir Yefremov Čároví: Joona Elonen Frederic Monnaie |
| 10 min    | 10 min    | Tresty   | 4 min       | Rozhodčí: Jonathan Alarie Vladimir Yefremov Čároví: Joona Elonen Frederic Monnaie |
| 34        | 34        | Střely   | 23          | Rozhodčí: Jonathan Alarie Vladimir Yefremov Čároví: Joona Elonen Frederic Monnaie |

| 8. února 2020 14:00 | Maďarsko | 3:2 po prodl. (1:1, 0:0, 1:1 - 1:0) | Rumunsko | Motorpoint Arena Nottingham, Nottingham Návštěvnost: 1 998 |  |

| Report        |               |          |             |                                                                                    |
| Gergely Arany | Gergely Arany | Brankáři | Patrik Polc | Rozhodčí: Alex DiPietro Anton Hladchenko Čároví: Daniel Beresford Frederic Monnaie |
| 10 min        | 10 min        | Tresty   | 4 min       | Rozhodčí: Alex DiPietro Anton Hladchenko Čároví: Daniel Beresford Frederic Monnaie |
| 43            | 43            | Střely   | 24          | Rozhodčí: Alex DiPietro Anton Hladchenko Čároví: Daniel Beresford Frederic Monnaie |

| 8. února 2020 18:00 | Estonsko | 1:7 (0:0, 1:4, 0:3) | Velká Británie | Motorpoint Arena Nottingham, Nottingham Návštěvnost: 4 465 |  |

| Report                |                       |          |           |                                                                               |
| Villem-Henrik Koitmaa | Villem-Henrik Koitmaa | Brankáři | Ben Bowns | Rozhodčí: Jonathan Alarie Ladislav Smetana Čároví: Josef Špůr Vladimir Suslov |
| 4 min                 | 4 min                 | Tresty   | 2 min     | Rozhodčí: Jonathan Alarie Ladislav Smetana Čároví: Josef Špůr Vladimir Suslov |
| 23                    | 23                    | Střely   | 38        | Rozhodčí: Jonathan Alarie Ladislav Smetana Čároví: Josef Špůr Vladimir Suslov |

| 9. února 2020 14:00 | Rumunsko | 7:3 (2:2, 2:0, 3:1) | Estonsko | Motorpoint Arena Nottingham, Nottingham Návštěvnost: 1 561 |  |

| Report      |             |          |                                        |                                                                                        |
| Zoltán Tőke | Zoltán Tőke | Brankáři | Roman Shumikhin, Villem-Henrik Koitmaa | Rozhodčí: Anton Hladchenko Vladimir Yefremov Čároví: Daniel Beresford Frederic Monnaie |
| 6 min       | 6 min       | Tresty   | 6 min                                  | Rozhodčí: Anton Hladchenko Vladimir Yefremov Čároví: Daniel Beresford Frederic Monnaie |
| 39          | 39          | Střely   | 31                                     | Rozhodčí: Anton Hladchenko Vladimir Yefremov Čároví: Daniel Beresford Frederic Monnaie |

| 9. února 2020 18:00 | Velká Británie | 1:4 (0:0, 0:2, 1:2) | Maďarsko | Motorpoint Arena Nottingham, Nottingham Návštěvnost: 4 544 |  |

| Report    |           |          |              |                                                                            |
| Ben Bowns | Ben Bowns | Brankáři | Miklós Rajna | Rozhodčí: Jonathan Alarie Ladislav Smetana Čároví: Joona Elonen Josef Špůr |
| 8 min     | 8 min     | Tresty   | 24 min       | Rozhodčí: Jonathan Alarie Ladislav Smetana Čároví: Joona Elonen Josef Špůr |
| 48        | 48        | Střely   | 20           | Rozhodčí: Jonathan Alarie Ladislav Smetana Čároví: Joona Elonen Josef Špůr |

## Čtvrté kvalifikační kolo
Třetí kvalifikační kolo se mělo hrát 27. až 30. srpna 2020 ve 3 skupinách po 4 týmech systémem každý s každým. V reakci na opatření proti šíření pandemie covidu-19 rozhodla IIHF o odložení zápasů na 26. až 29. srpna 2021. Právo pořádat kvalifikační turnaj získaly státy na 9., 10. a 11. místě žebříčku IIHF; turnaje se tak odehrají na Slovensku , v lotyšské Rize a v Norsku.
Vítězové postoupí na hokejový turnaj na zimních olympijských hrách 2022 v Číně a budou nasazeni jako kvalifikanti na 1., 2. a 3. místě dle umístění v žebříčku IIHF.

### Skupina D
Této skupiny se zúčastní  Slovensko (pořadatel),  Bělorusko,  Rakousko a nejhůře postavený vítězný tým třetí kvalifikace –  Polsko.
| Tým           | Z | V | VP | PP | P | GV | GI | +/- | B |
| ------------- | - | - | -- | -- | - | -- | -- | --- | - |
| Slovensko (H) | 3 | 3 | 0  | 0  | 0 | 9  | 3  | +6  | 9 |
| Bělorusko     | 3 | 1 | 0  | 0  | 2 | 6  | 5  | +1  | 3 |
| Rakousko      | 3 | 1 | 0  | 0  | 2 | 7  | 8  | -1  | 3 |
| Polsko        | 3 | 1 | 0  | 0  | 2 | 3  | 9  | -6  | 3 |

Všechny časy jsou místní (UTC+2).
| 26. srpna 2021 15:15 | Bělorusko | 0:1 (0:0, 0:0, 0:1) | Polsko | Ondrej Nepela Arena, Bratislava Návštěvnost: 150 |  |

| Report       |              |          |             |                                                                             |
| Danny Taylor | Danny Taylor | Brankáři | John Murray | Rozhodčí: Riku Brander Michael Tscherrig Čároví: Jonas Merten Jiří Ondráček |
| 4 min        | 4 min        | Tresty   | 4 min       | Rozhodčí: Riku Brander Michael Tscherrig Čároví: Jonas Merten Jiří Ondráček |
| 46           | 46           | Střely   | 19          | Rozhodčí: Riku Brander Michael Tscherrig Čároví: Jonas Merten Jiří Ondráček |

| 26. srpna 2021 19:15 | Rakousko | 1:2 (0:1, 0:1, 1:0) | Slovensko | Ondrej Nepela Arena, Bratislava Návštěvnost: 4 241 |  |

| Report        |               |          |                  |                                                                       |
| David Kickert | David Kickert | Brankáři | Branislav Konrád | Rozhodčí: Roy Hansen Linus Öhlund Čároví: Daniel Hynek Andreas Kroyer |
| 14 min        | 14 min        | Tresty   | 8 min            | Rozhodčí: Roy Hansen Linus Öhlund Čároví: Daniel Hynek Andreas Kroyer |
| 21            | 21            | Střely   | 32               | Rozhodčí: Roy Hansen Linus Öhlund Čároví: Daniel Hynek Andreas Kroyer |

| 27. srpna 2021 15:15 | Bělorusko | 5:2 (0:2, 5:0, 0:0) | Rakousko | Ondrej Nepela Arena, Bratislava Návštěvnost: 148 |  |

| Report       |              |          |                                   |                                                                      |
| Danny Taylor | Danny Taylor | Brankáři | Bernhard Starkbaum, David Kickert | Rozhodčí: Andris Ansons Roy Hansen Čároví: Daniel Hynek Jonas Merten |
| 6 min        | 6 min        | Tresty   | 12 min                            | Rozhodčí: Andris Ansons Roy Hansen Čároví: Daniel Hynek Jonas Merten |
| 28           | 28           | Střely   | 18                                | Rozhodčí: Andris Ansons Roy Hansen Čároví: Daniel Hynek Jonas Merten |

| 27. srpna 2021 19:15 | Slovensko | 5:1 (1:0, 3:1, 1:0) | Polsko | Ondrej Nepela Arena, Bratislava Návštěvnost: 3 685 |  |

| Report           |                  |          |             |                                                                             |
| Branislav Konrád | Branislav Konrád | Brankáři | John Murray | Rozhodčí: Linus Öhlund Michael Tscherrig Čároví: Andreas Kroyer Dāvis Zunde |
| 6 min            | 6 min            | Tresty   | 12 min      | Rozhodčí: Linus Öhlund Michael Tscherrig Čároví: Andreas Kroyer Dāvis Zunde |
| 48               | 48               | Střely   | 17          | Rozhodčí: Linus Öhlund Michael Tscherrig Čároví: Andreas Kroyer Dāvis Zunde |

| 29. srpna 2021 13:30 | Polsko | 1:4 (1:2, 0:1, 0:1) | Rakousko | Ondrej Nepela Arena, Bratislava Návštěvnost: 182 |  |

| Report      |             |          |               |                                                                        |
| John Murray | John Murray | Brankáři | David Kickert | Rozhodčí: Andris Ansons Riku Brander Čároví: Daniel Hynek Jonas Merten |
| 8 min       | 8 min       | Tresty   | 10 min        | Rozhodčí: Andris Ansons Riku Brander Čároví: Daniel Hynek Jonas Merten |
| 10          | 10          | Střely   | 30            | Rozhodčí: Andris Ansons Riku Brander Čároví: Daniel Hynek Jonas Merten |

| 29. srpna 2021 17:30 | Slovensko | 2:1 (1:0, 0:1, 1:0) | Bělorusko | Ondrej Nepela Arena, Bratislava Návštěvnost: 7 105 |  |

| Report           |                  |          |              |                                                                            |
| Branislav Konrád | Branislav Konrád | Brankáři | Danny Taylor | Rozhodčí: Linus Önlund Michael Tscherrig Čároví: Jiří Ondráček Dāvis Zunde |
| 36 min           | 36 min           | Tresty   | 39 min       | Rozhodčí: Linus Önlund Michael Tscherrig Čároví: Jiří Ondráček Dāvis Zunde |
| 39               | 39               | Střely   | 22           | Rozhodčí: Linus Önlund Michael Tscherrig Čároví: Jiří Ondráček Dāvis Zunde |

### Skupina E
Této skupiny se zúčastní  Lotyšsko (pořadatel),  Francie,  Itálie a druhý nejlépe postavený vítězný tým třetí kvalifikace –  Maďarsko.
| Tým          | Z | V | VP | PP | P | GV | GI | +/- | B |
| ------------ | - | - | -- | -- | - | -- | -- | --- | - |
| Lotyšsko (H) | 3 | 3 | 0  | 0  | 0 | 17 | 1  | +16 | 9 |
| Francie      | 3 | 2 | 0  | 0  | 1 | 8  | 5  | +3  | 6 |
| Maďarsko     | 3 | 1 | 0  | 0  | 2 | 5  | 15 | -10 | 3 |
| Itálie       | 3 | 0 | 0  | 0  | 3 | 1  | 10 | -9  | 0 |

Všechny časy jsou místní (UTC+3).
| 26. srpna 2021 15:30 | Francie | 5:3 (0:2, 3:0, 2:1) | Maďarsko | Aréna Riga, Riga Návštěvnost: 200 |  |

| Report        |               |          |                |                                                                                     |
| Florian Hardy | Florian Hardy | Brankáři | Zoltán Hetényi | Rozhodčí: André Schrader Christoph Sternat Čároví: Simon Riecken Alexander Waldejer |
| 8 min         | 8 min         | Tresty   | 8 min          | Rozhodčí: André Schrader Christoph Sternat Čároví: Simon Riecken Alexander Waldejer |
| 31            | 31            | Střely   | 33             | Rozhodčí: André Schrader Christoph Sternat Čároví: Simon Riecken Alexander Waldejer |

| 26. srpna 2021 19:30 | Itálie | 0:6 (0:2, 0:2, 0:2) | Lotyšsko | Aréna Riga, Riga Návštěvnost: 4 100 |  |

| Report          |                 |          |                 |                                                                                |
| Andreas Bernard | Andreas Bernard | Brankáři | Ivars Punnenovs | Rozhodčí: Mads Frandsen Maxim Sidorenko Čároví: Dmitry Golyak Lauri Nikulainen |
| 14 min          | 14 min          | Tresty   | 6 min           | Rozhodčí: Mads Frandsen Maxim Sidorenko Čároví: Dmitry Golyak Lauri Nikulainen |
| 16              | 16              | Střely   | 36              | Rozhodčí: Mads Frandsen Maxim Sidorenko Čároví: Dmitry Golyak Lauri Nikulainen |

| 27. srpna 2021 16:00 | Francie | 2:0 (0:0, 2:0, 0:0) | Itálie | Aréna Riga, Riga Návštěvnost: 197 |  |

| Report                |                       |          |                 |                                                                                  |
| Henri-Corentin Buysse | Henri-Corentin Buysse | Brankáři | Andreas Bernard | Rozhodčí: Mads Frandsen Mikko Kaukokari Čároví: Dmitry Golyak Alexander Waldejer |
| 6 min                 | 6 min                 | Tresty   | 8 min           | Rozhodčí: Mads Frandsen Mikko Kaukokari Čároví: Dmitry Golyak Alexander Waldejer |
| 22                    | 22                    | Střely   | 23              | Rozhodčí: Mads Frandsen Mikko Kaukokari Čároví: Dmitry Golyak Alexander Waldejer |

| 27. srpna 2021 20:00 | Lotyšsko | 9:0 (1:0, 0:0, 8:0) | Maďarsko | Aréna Riga, Riga Návštěvnost: 3 250 |  |

| Report          |                 |          |                |                                                                                  |
| Ivars Punnenovs | Ivars Punnenovs | Brankáři | Zoltán Hetényi | Rozhodčí: Maxim Sidorenko Christoph Sternat Čároví: Simon Riecken Dmitri Shishlo |
| 0 min           | 0 min           | Tresty   | 14 min         | Rozhodčí: Maxim Sidorenko Christoph Sternat Čároví: Simon Riecken Dmitri Shishlo |
| 45              | 45              | Střely   | 17             | Rozhodčí: Maxim Sidorenko Christoph Sternat Čároví: Simon Riecken Dmitri Shishlo |

| 29. srpna 2021 13:00 | Maďarsko | 2:1 (0:0, 1:0, 1:1) | Itálie | Aréna Riga, Riga Návštěvnost: 460 |  |

| Report       |              |          |                 |                                                                                     |
| Miklós Rajna | Miklós Rajna | Brankáři | Andreas Bernard | Rozhodčí: André Schrader Christoph Sternat Čároví: Simon Riecken Alexander Waldejer |
| 14 min       | 14 min       | Tresty   | 10 min          | Rozhodčí: André Schrader Christoph Sternat Čároví: Simon Riecken Alexander Waldejer |
| 24           | 24           | Střely   | 30              | Rozhodčí: André Schrader Christoph Sternat Čároví: Simon Riecken Alexander Waldejer |

| 29. srpna 2021 17:00 | Lotyšsko | 2:1 (1:0, 0:0, 1:1) | Francie | Aréna Riga, Riga Návštěvnost: 7 954 |  |

| Report          |                 |          |                       |                                                                                   |
| Ivars Punnenovs | Ivars Punnenovs | Brankáři | Henri-Corentin Buysse | Rozhodčí: Mikko Kaukokari Maxim Sidorenko Čároví: Lauri Nikulainen Dmitri Shishlo |
| 8 min           | 8 min           | Tresty   | 8 min                 | Rozhodčí: Mikko Kaukokari Maxim Sidorenko Čároví: Lauri Nikulainen Dmitri Shishlo |
| 26              | 26              | Střely   | 30                    | Rozhodčí: Mikko Kaukokari Maxim Sidorenko Čároví: Lauri Nikulainen Dmitri Shishlo |

### Skupina F
Této skupiny se zúčastní  Norsko (pořadatel),  Dánsko,  Jižní Korea a nejlépe postavený vítězný tým třetí kvalifikace –  Slovinsko.
| Tým         | Z | V | VP | PP | P | GV | GI | +/- | B |
| ----------- | - | - | -- | -- | - | -- | -- | --- | - |
| Dánsko      | 3 | 3 | 0  | 0  | 0 | 17 | 4  | +13 | 9 |
| Norsko      | 3 | 2 | 0  | 0  | 1 | 11 | 7  | +4  | 6 |
| Slovinsko   | 3 | 0 | 0  | 0  | 2 | 11 | 12 | -1  | 3 |
| Jižní Korea | 3 | 0 | 0  | 0  | 3 | 3  | 19 | -16 | 0 |

Všechny časy jsou místní (UTC+2).
| 26. srpna 2021 15:00 | Dánsko | 4:3 (3:0, 1:1, 0:2) | Slovinsko | Jordal Amfi, Oslo Návštěvnost: 174 |  |

| 26. srpna 2021 19:00 | Jižní Korea | 1:4 (1:2, 0:1, 0:1) | Norsko | Jordal Amfi, Oslo Návštěvnost: 1 483 |  |

| 27. srpna 2021 17:00 | Dánsko | 11:1 (1:1, 7:0, 3:0) | Jižní Korea | Jordal Amfi, Oslo Návštěvnost: 207 |  |

| 27. srpna 2021 21:00 | Norsko | 7:4 (3:2, 3:0, 1:2) | Slovinsko | Jordal Amfi, Oslo Návštěvnost: 2 490 |  |

| 29. srpna 2021 12:00 | Slovinsko | 4:1 (0:1, 3:0, 1:0) | Jižní Korea | Jordal Amfi, Oslo Návštěvnost: 97 |  |

| 29. srpna 2021 16:00 | Norsko | 0:2 (0:0, 0:1, 0:1) | Dánsko | Jordal Amfi, Oslo Návštěvnost: 2 500 |  |